# اونتا
اونتا (به ایتالیایی: Oneta) یک کومونه در ایتالیا است که در استان برگامو واقع شده‌است.

## خصوصیات
اونتا ۱۸٫۳ کیلومترمربع مساحت و ۷۳۱ نفر جمعیت دارد و ۷۴۰ متر بالاتر از سطح دریا واقع شده‌است.